# كولن فوكس
كولن فوكس (بالإنجليزية: Colin Fox)‏ هو سياسي بريطاني، ولد في 17 يونيو 1959 في المملكة المتحدة. حزبياً، نشط في الحزب الاشتراكي الاسكتلندي. في الانتخابات النيابية العمومية الاسكتلندية 2003 ‏، انتخب عضو البرلمان الاسكتلندي الثاني ‏ عن دائرة لوثيان ‏ وقد انضم خلال فترته النيابية ‏ (1 مايو 2003 – 2 أبريل 2007)  للكتلة البرلمانية الحزب الاشتراكي الاسكتلندي.